# Preluci, Bacău
Preluci este un sat în comuna Agăș din județul Bacău, Moldova, România.